# مثینگهم
مثینگهم (به انگلیسی: Mettingham) یک روستا و محله مدنی در بریتانیا است که در Waveney واقع شده‌است. مثینگهم ۲۱۱ نفر جمعیت دارد.